# Persea palustris
Persea palustris är en lagerväxtart som beskrevs av Charles Sprague Sargent. Persea palustris ingår i släktet avokador, och familjen lagerväxter. Inga underarter finns listade i Catalogue of Life.